# Мужская сборная Сейшельских Островов по хоккею на траве
Мужская сборная Сейшельских Островов по хоккею на траве — национальная команда по хоккею на траве, представляющая Сейшельские Острова в международных соревнованиях. Управляется Федерацией хоккея на траве Сейшельских Островов.

## История
Мужская сборная Сейшельских Островов никогда не участвовала в крупных международных турнирах — летних Олимпийских играх и чемпионатах мира.
Единственный раз сейшельские хоккеисты играли на крупном континентальном турнире в 1993 году, когда дебютировали на чемпионате Африки в Найроби, который также был региональными отборочными соревнованиями чемпионата мира 1994 года. Сборная Сейшельских Островов заняла последнее, 5-е место, проиграв всухую все матчи кругового турнира — Кении (0:8), Египту (0:12), ЮАР (0:13), Зимбабве (0:12).

## Результаты выступления

### Чемпионат Африки
- 1993 — 5-е место